# Personaggi di Grand Theft Auto: San Andreas
Questa voce raccoglie i personaggi che compaiono nel videogioco Grand Theft Auto: San Andreas.

## Carl Johnson
Carl Johnson, noto anche come "CJ", è il protagonista di Grand Theft Auto: San Andreas. Secondo di quattro fratelli, Carl è nato nel 1968 ed è un criminale afroamericano cresciuto nel ghetto di Ganton (un piccolo quartiere di Los Santos) nonché uno dei leader della gang locale, le Famiglie di Grove Street. Ha un fratello maggiore, Sean "Sweet" Johnson (comandante e fondatore della gang) e una sorella minore, Kendl Johnson. Aveva anche un fratello minore, Brian Johnson, morto nel 1987 in circostanze che non vengono chiarite all'interno del gioco. Tale evento spinse CJ a lasciare Los Santos per recarsi a Liberty City, dove rimase per cinque anni, cioè fino alla morte della madre, assassinata dai Ballas, una gang rivale. Nei cinque anni antecedenti la morte di sua madre, Carl divenne un sicario e ladro della mafia lavorando per Joey Leone. Dopo essere stato informato da Sweet della morte della loro madre, CJ ritorna a casa sua a Los Santos per il funerale di lei. Freddamente riaccolto dal fratello Sweet, che lo incolpa della morte di Brian e lo considera un codardo per essersene andato, CJ riguadagna lentamente la stima di questi compiendo missioni a favore della propria gang. All'inizio del gioco Carl è un semplice delinquente di quartiere schedato per furto d'auto, ma alla fine, dopo un lungo viaggio intrapreso per tutta San Andreas, grazie alle alleanze che stringerà, CJ sarà uno dei più pericolosi e ricchi boss criminali dell'intero stato. È doppiato da Young Maylay.

## Big Smoke
Melvin Harris, meglio noto come "Big Smoke", è un criminale afroamericano e uno dei boss dei Grove Street nonché un amico di famiglia dei Johnson. Deve il proprio soprannome alla sua obesità e alla sua abitudine di fumare sigari, spesso anche marijuana (come si scopre nella missione "Running Dog", dove cerca di acquistarla dai Vagos nonostante siano rivali). Apparentemente calmo e saggio, Smoke appare inizialmente come un personaggio positivo e leale, tuttavia nel corso della storia, si può notare come Big Smoke non faccia niente per aiutare i Grove, rifiutandosi di sparare ai Ballas con la scusa di dover mangiare durante la missione "Drive Thru" ed essendo l'unico della gang ad affidare lavori a CJ volti esclusivamente ad avvantaggiare l'unità di polizia corrotta nota come C.R.A.S.H. invece delle Famiglie di Grove. Egli infatti è in combutta proprio con i poliziotti corrotti, i quali in cambio di soldi, forniscono informazioni e protezione a Big Smoke che assieme ai Ballas gestisce segretamente un enorme giro di narcotraffico che si estende fino a San Fierro e del quale fanno parte diverse altre gang e associazioni criminali, tra cui i Vagos di Los Santos, il Sindacato Loco, i San Fierro Rifas e persino alcuni membri della mafia Russa. Smoke riuscirà a divenire addirittura il capo dell'intera operazione, dirigendo un grande magazzino dove il crack veniva raffinato dai Ballas e dai Vagos a Los Santos. Grazie a ciò, Big Smoke diverrà molto ricco e per coprire le sue attività illegali inizierà a fare donazioni agli orfanotrofi locali nonché a finanziare la carriera di rapper di OG Loc, dopo la missione "The Green Sabre", come si scopre mentre CJ è a San Fierro. Infatti durante questo periodo, nel gioco e sulla radio WCTR, è possibile ascoltare delle interviste fatte a Big Smoke nelle quali scopriamo di come quest'ultimo si sia guadagnato l'ammirazione e il supporto dell'opinione pubblica che non sospetta minimamente delle sue attività illegali. Viene eliminato da CJ alla fine del gioco dopo un lungo scontro a fuoco. Smoke muore senza rimpianti dicendo di essere riusciuto nel suo intento, ovvero quello di diventare ricco e famoso, ragion per cui, a sua detta, verrà ricordato da tutti anche dopo la sua morte. È doppiato da Clifton Powell.

## Sweet
Sean Johnson, noto come "Sweet", è il fratello maggiore di CJ, nonché il fondatore e capo delle Famiglie di Grove Street. Quando il fratello minore Brian morì, Sweet ritenne CJ responsabile del nefasto evento per non aver badato a loro fratello e, quando Carl lasciò Los Santos per trasferirsi a Liberty City, Sweet lo ritenne un codardo. Per Sweet le famiglie di Grove Street non sono solo la sua gang, ma anche la sua ragione di vita; darebbe tutto per il suo quartiere, continuando a restare fedele alla sua gang (a differenza di Smoke e Ryder) anche quando incomincia a decadere a causa della droga e delle gang rivali. Tuttavia a causa di lutti familiari, Sweet inizierà a soffrire sempre più di depressione, il che lo porterà a non occuparsi degli affari delle Famiglie di Grove mentre CJ si trovava a Liberty City. Ciò lo ha fatto sembrare un cattivo leader agli occhi della maggior parte dei membri delle Famiglie di Seville e Temple Drive, i quali hanno deciso di distaccarsi da Grove e di non riconoscere più Sweet come loro leader, portando le Famiglie ad indebolirsi ulteriormente e ad avere scontri interni, perdendo territori a favore dei Ballas e dei Vagos. Carl dovrà quindi più volte aiutare il fratello a re-instaurare il dominio delle Famiglie sulle gang rivali. È doppiato da Faizon Love.

## Kendl Johnson
Kendl Johnson è la sorella minore di Sweet e CJ. È in contrasto con Sweet perché lei vorrebbe frequentare Cesar Vialpando, il capo della gang di strada dei Varrios Los Aztecas. Kendl ha la tendenza di voler far successo, uscendo dalla mentalità del ghetto che hanno i fratelli maggiori ed è senza dubbio la persona più razionale e accorta nella famiglia di Carl. Veste sempre di verde come Sweet, Big Smoke e Ryder sebbene non è noto se anche lei faccia parte o abbia fatto parte della gang delle Famiglie. È doppiata da Yo-Yo.

## Ryder
Lance Wilson, meglio noto come "Ryder", è uno dei migliori amici della famiglia Johnson, nonché uno dei membri anziani delle Famiglie di Grove Street. È un tossicodipendente consumatore abituale di PCP; infatti è solito fumare sigari imbevuti proprio in tale sostanza, che lui chiama "water" nel gioco (ovvero "acqua", che sarebbe in realtà una mistura composta da sostanze allucinogene tra cui PCP, sebbene in italiano venga erroneamente tradotto come "polvere") e talvolta se la produce anche da solo come vediamo nella missione "Catalyst". Ha un carattere imprevedibile, scatenato, menefreghista e spesso dice di sentirsi invincibile, probabilmente a causa delle droghe che assume. Spesso prende in giro Carl, affermando che quest'ultimo è un pessimo guidatore ed un codardo, suscitando l'ira di CJ, ma malgrado ciò i due sono buoni amici. Per far tornare le famiglie di Grove attive nel giro del contrabbando di armi, ed anche per armare meglio i membri stessi della gang, Ryder insieme a CJ si occuperà di rubare delle casse piene d'armi ad un colonnello dell'esercito in pensione, ad un treno merci e persino alla guardia nazionale, per permettere alle Famiglie di Grove Street di difendersi dai Ballas e tornare forti come un tempo. Da tali missioni si può pensare che, malgrado i suoi difetti, Ryder sia leale e dia un notevole aiuto alla gang di Grove Street, tuttavia più in là nel gioco scopriamo che tutto ciò era solo una copertura e che Ryder era in realtà dalla parte di Big Smoke e suo braccio destro nel giro del narcotraffico che quest'ultimo gestiva in alleanza ai Ballas, ai Vagos e ad altre gang di San Fierro e con la copertura dei poliziotti corrotti, Tenpenny e Pulaski. Il personaggio di Ryder è chiaramente ispirato al rapper Eazy-E, soprattutto per quel che riguarda l'aspetto fisico e il suo modo di vestire. Infatti, Ryder indossa costantemente degli occhiali da sole scuri e un cappello con la scritta "San Andreas", il che richiama molto il look tipico di Eazy-E, anche per il tipo di cappello, che è un riferimento al berretto con la scritta "Compton", indossato spesso dal rapper. Inoltre secondo quanto affermato da diversi personaggi del gioco, Ryder è un ragazzo di statura bassa (anche Eazy-E era piuttosto basso, essendo alto 1,60 m). Ryder muore a San Fierro dopo essere stato sorpreso da CJ e Cesar durante una trattativa tra lui ed altri soci del narcotraffico di Big Smoke, durante la missione "Pier 69". Ryder tenterà la fuga rubando un vicino motoscafo, ma CJ lo seguirà crivellando di colpi l'imbarcazione di Ryder sino a farla esplodere. Si può evitare l'inseguimento se si è in possesso di un fucile di precisione, in tal caso si potrà eliminare Ryder sparandogli mentre scappa a nuoto, o possedendo un lanciarazzi si può distruggere la sua barca dalla distanza, uccidendolo nell'esplosione. A missione compiuta CJ si sente in un primo momento amareggiato per aver dovuto eliminare Ryder che era uno dei suoi migliori amici, ma cambierà subito opinione non appena Cesar lo informa che Ryder aveva cercato di molestare sua sorella Kendl. È doppiato da MC Eiht.

## OG Loc
Jeffrey Cross, noto anche come "OG Loc", è un vecchio amico di quartiere di CJ e dei suoi compari e vorrebbe essere un membro delle Famiglie di Grove Street, sebbene non abbia mai svolto alcun lavoro importante per la gang come affermato da Sweet in GTA San Andreas: The Introduction. È più giovane rispetto a CJ e agli altri gangster di strada, ed è anche un ragazzo molto insicuro ed emotivamente fragile, malgrado tenti di mascherarlo sfoggiando un atteggiamento ribelle e aggressivo. Loc infatti è solito commettere reati minori come non pagare le multe e rubare auto, per poi farsi volutamente arrestare, nel tentativo di crearsi una reputazione a Grove Street. Inoltre possiede un look chiaramente ispirato a Tupac Shakur, famoso rapper negli anni '90. Come quest'ultimo, Loc vorrebbe sfondare nel mondo del gangsta rap, infatti si cimenta nel freestyle, organizza feste e concerti in cui canta i pezzi da lui scritti. Si farà aiutare da CJ a sabotare la carriera di Madd Dogg, famoso gangsta rapper del gioco, ma alla fine si metterà dalla parte di Big Smoke che diverrà il suo manager quando la carriera di cantante rap di Loc inizierà a decollare. OG Loc è doppiato da Jonathan "Jas" Anderson.

## Cesar Vialpando
Cesar Vialpando è il fidanzato messicano-statunitense di Kendl, la sorella minore di CJ, nonché uno dei capi dei Varrios Los Aztecas, la gang ispanica più piccola di Los Santos. A causa di ciò, inizialmente Sweet non tollerava la relazione fra Kendl e Cesar, ma nelle fasi finali del gioco tale astio sembra essere venuto meno, tanto che lo stesso Sweet ordina a CJ di aiutare i Varrios Los Aztecas quando questi ultimi sono in difficoltà, poiché vuole che il fratello onori i propri debiti. Durante il gioco, Cesar diverrà il migliore amico di Carl e gli sarà indispensabile durante più missioni del gioco, soprattutto nel gestire il suo garage-officina di San Fierro. Ha un debole per le corse clandestine, le auto modificate e i tatuaggi (ne ha il corpo ricoperto) e si esprime con un forte accento messicano. L'aspetto del personaggio è vagamente ispirato alla figura di César Sánchez, un gangster ispanico interpretato da Clifton Collins Jr. (doppiatore, nel gioco, dello stesso Cesar) nel film Codice omicidio 187 (1997).

## Famiglie di Grove Street
Le Famiglie di Grove Street sono la gang del protagonista Carl Johnson. Sono chiaramente ispirati alle reali gang di strada afroamericane di Los Angeles, i Bloods e i Crips. Le famiglie di Grove vestono abiti hip hop di colore verde come riferimento al bar "Ten Green Bottles" presente nel quartiere di Ganton, dove risiede il quartier generale della gang: Grove Street. Ganton è chiaramente una caricatura di Compton, piccola cittadina di Los Angeles piuttosto nota per l'alto tasso di criminalità e bande presenti. I GSF si occupano principalmente dello spaccio di marijuana e del contrabbando d'armi, ma effettuano anche rapine, furti ed altre attività di estorsione. Un tempo i gangster delle Famiglie di Grove erano forti e temuti, ma durante l'assenza di CJ caddero vittima del crack, indebolendosi sempre più, difatti all'inizio del gioco la banda verrà tenuta in piedi solo da CJ, Sweet, Ryder e Big Smoke. In particolare la banda si è indebolita a seguito della cattiva gestione della gang da parte del leader, Sweet, che assorto da lutti e problemi familiari durante l'assenza di CJ, smise di interessarsi degli affari interni delle Famiglie, portandole inconsciamente quasi alla totale rovina. A causa di ciò alcuni membri delle famiglie si distaccarono da Grove creando i set di Seville Boulevard e Temple Drive, mentre i membri di Grove si diedero al consumo di crack indebolendosi sempre più. Fu così che i Ballas e i Vagos presero il controllo di quasi tutti i sobborghi della città, mentre le Famiglie incominciarono dispute e scontri tra loro stessi. Spetterà a CJ il compito di far tornare le Famiglie di Grove Street forti come un tempo. All'inizio del gioco le Famiglie possiedono 11 territori, tutta Ganton, la Playa del Seville, Temple e Santa Maria Beach, queste ultime tre zone sono spartite tra le famiglie di Seville Boulevard e Temple Drive, mentre solo Ganton appartiene esclusivamente alle famiglie di Grove Street. Dopo le missioni "Doberman" e "Home Coming" si potrà tuttavia espandere il territorio delle famiglie di Grove, anche sino a farle diventare la gang più forte di Los Santos, dando battaglia ai Ballas e ai Vagos. Gli OG (iniziali di Original Gangster ovvero i membri più "anziani", i capi) delle Famiglie di Grove Street sono CJ, Big Smoke, Ryder e Sweet, quest'ultimo leader indiscusso della gang. Anche Big Bear e lo spacciatore di marijuana B-Dup erano importanti OG delle Famiglie di Grove, ma si sono distaccati dalla gang iniziando a spacciare e a consumare crack, nonché a fare affari coi Kilo Tray Ballas. Un OG delle Famiglie di Seville Boulevard conosciuto è LB, un gangster che non compare mai fisicamente nel gioco ma che viene spesso nominato da Ryder, che lo definisce un suo vecchio amico. LB si occupa di furti di veicoli e altra merce e spesso procura a Ryder furgoni per le sue missioni, fornendogli anche soffiate sul dove trovare armi da rubare. Possiede inoltre un garage nella Playa del Seville dove Carl può portare la merce che ruba in qualità di ladro da appartamento, in alcune missioni secondarie, venendo pagato da LB in base al bottino. Un altro OG delle Famiglie di Seville è il vecchio Emmet, un attempato ex-gangster che possiede un deposito di armi illegali delle quali rifornisce da anni le Famiglie. Tuttavia nei 5 anni in cui CJ era a Liberty City, il quartiere di Willowfield dove Emmet risiede, è stato conquistato dai Ballas e ciò ha impedito a Emmet di procurarsi rifornimenti per il suo deposito, nel quale non sono rimaste altro che armi datate e mal funzionanti (tanto che Carl in una battuta afferma di averne viste di più recenti in un museo). Nella missione "Robbing Uncle Sam", tuttavia, CJ e Ryder riforniranno il deposito di Emmet di nuove armi, rubate alla guardia nazionale.

## Ballas
I Ballas (dallo spagnolo "pallottole") sono la gang afroamericana più vecchia di Los Santos. Anche loro sono chiaramente ispirati ai Bloods e ai Crips. Il loro colore ricorrente è il viola scuro e il loro abbigliamento è prevalentemente hip hop come per le famiglie. Sono rivali giurati delle Famiglie di Grove Street che da anni impediscono ai Ballas di appropriarsi di Ganton e prendere il pieno controllo dei sobborghi della città. I Ballas si occupano di quasi tutte le attività criminali delle zone malfamate di Los Santos tra cui spaccio di marijuana, eroina e crack, prostituzione, contrabbando d'armi, estorsione, furti e rapine. Sono rivali delle Famiglie di Grove in molte di queste attività mentre sono alleati dei Vagos nel giro dello spaccio e stanno cercando di fare affari con alcuni membri della Mafia Russa nel giro del contrabbando d'armi e di droga. Membri dei Ballas che vengono nominati nel gioco sono gli OG di Front Yard noti come "Little Weasel" ("Piccola Donnola") e "Kane", il primo viene ucciso durante uno scontro tra gang con le Famiglie e il secondo eliminato al funerale dello stesso Little Weasel, dai fratelli Johnson, CJ e Sweet con l'aiuto di altri due ragazzi di Grove Street. Anche Big Smoke e Ryder, dopo aver tradito le Famiglie di Grove, si alleano ai Ballas, così come B-Dup, che in precedenza era uno spacciatore di marijuana delle Famiglie, ma che già dall'inizio del gioco ammetterà di aver iniziato a spacciare anche Crack, entrando in affari coi Ballas e riducendo ad un tossico suo schiavo persino un altro importante OG delle Famiglie, noto come Big Bear. I Ballas possiedono ben 28 territori a Los Santos tra cui quasi tutta la parte est di Los Santos (East Los Santos), l'intera zona di Glen Park e alcuni territori a Idlewood e Willowfield (che a detta di Sweet e altri personaggi, erano in precedenza quartieri che appartenevano alle Famiglie) ed anche qualche territorio nelle zone di Market e Verona Beach. Dopo la missione "The Green Sabre", i Ballas si approprieranno dell'intera città, persino di Ganton e della stessa Grove Street, approfittando dell'assenza di CJ, Sweet e Cesar per sottomettere del tutto le Famiglie e i Varrios Los Aztecas, spartendosi i loro territori con i Vagos. Tuttavia Carl può riconquistare territori per le Famiglie dopo la missione "Homecoming". I Ballas si dividono in quattro set: i Front Yard, i Kilo Tray, i Rollin' Heights e i Temple Drive (questi ultimi nati di recente a causa dell'indebolimento delle Famiglie). Un modello usato per i loro membri è basato sull'aspetto del famoso rapper The Notorious B.I.G.

## Vagos
I Los Santos Vagos (divisi in Northside e Eastside Vagos), sono una gang messicana alleata dei Ballas nel giro dello spaccio di Crack e cocaina e sono quindi rivali delle Famiglie e dei Varrios Los Aztecas. Vestono principalmente con accessori di colore giallo e sono secondi ai loro alleati per grandezza e territori controllati. Possiedono infatti 13 territori, tra cui tutta la East Beach, Los Flores e alcuni territori nella parte nord di East Los Santos. Un membro della gang menzionato nel gioco è Freddy, un gangster di poco conto che viene ucciso da CJ e OG Loc, come atto di ritorsione per aver molestato sessualmente proprio OG Loc in prigione. Altro membro dei Vagos ben più importante è Big Poppa (nome chiaramente tratto da uno degli pseudonimi del famoso rapper The Notorious B.I.G.), un influente spacciatore al quale il famoso rapper Madd Dogg vende la sua lussuosa villa di Vinewood, per saldare i suoi debiti con lui, dopo essere caduto in disgrazia per colpa di CJ; sarà tuttavia quest'ultimo a eliminare Big Poppa e a restituire a Madd Dogg la sua casa. I Vagos sono probabilmente ispirati ai Latin Kings.

## Frank Tenpenny
Frank Tenpenny è un poliziotto afroamericano, corrotto e spietato capo della unità antigang nota come "C.R.A.S.H.", nonché il principale antagonista del gioco e boss finale, insieme a Big Smoke, di GTA: San Andreas. Quando Carl giunge a Los Santos per il funerale della madre, Tenpenny lo ricatta minacciandolo di incastrarlo per l'omicidio di un poliziotto, Ralph Pendelbury. Con questo ricatto, nel corso del gioco il poliziotto si servirà più volte di CJ per assassinare i testimoni dei propri crimini e oscurare documenti contenenti prove. Molto astuto, Tenpenny aveva programmato di aiutare le gang dei Ballas e dei Vagos ad organizzare il più grande traffico di droga dello Stato, coinvolgendo il suo collega Pulaski e lasciando la gestione degli affari a Big Smoke, con l'aiuto di Ryder. Tuttavia Tenpenny aveva in realtà in mente di tradire i suoi complici alla fine e di eliminarli per accaparrarsi di tutti i guadagni del narcotraffico di Big Smoke. Tenpenny sarà infatti ben felice di lasciare che CJ uccida tutti i suoi complici al posto suo nel corso del gioco. Tuttavia, dopo aver tentato la fuga con i soldi rubati dalla fortezza del Crack di Smoke, Tenpenny muore a causa di gravi contusioni interne riportate a seguito di un incidente stradale alla fine del gioco, dopo essere precipitato con un'autopompa dei vigili del fuoco dal ponte che si affaccia su Grove Street. Saranno proprio i fratelli Johnson, CJ e Sweet ad impedire a Tenpenny di raggiungere l'aeroporto per fuggire dalla città con i soldi, inseguendolo a bordo di una macchina e dirottandone l'autopompa sino a fargliene perdere il controllo. Tenpenny sembra essere fortemente ispirato al personaggio di Alonzo interpretato da Denzel Washington nel film Training Day, infatti i due sono entrambi poliziotti corrotti afroamericani di Los Angeles (Los Santos è ispirata a tale città), dai metodi duri e che lavorano a capo di un'unità anti-gang, ma che malgrado ciò sono in combutta con molti degli spacciatori delle bande della città, i quali tuttavia li detestano. Inoltre prima di morire Tenpenny cercherà invano l'aiuto dei civili di Grove Street i quali ben conoscendolo, lo lasceranno al suo destino, proprio come in maniera analoga, Alonzo cerca l'aiuto delle gang locali alla fine del film per eliminare il suo onesto collega Jake, ma nessuno dei membri delle bande corre in suo aiuto. Tenpenny è doppiato da Samuel L. Jackson.

## Eddie Pulaski
Edward Pulaski, detto "Eddie" è il braccio destro di Tenpenny. Arrogante, lascivo, crudele ma ingenuo, appoggia Tenpenny e gli obbedisce, credendo di avere la situazione sotto controllo, senza rendersi conto che egli lo sta solo sfruttando e intende uccidere anche lui. Quando l'agente Hernandez tradisce lui e Tenpenny, Pulaski si appresta a eliminare CJ e il poliziotto messicano ma quest'ultimo, sacrificandosi, permette a CJ di salvarsi e di uccidere Pulaski. È doppiato da Chris Penn.

## Jimmy Hernandez
Jimmy Hernanez è un poliziotto messicano, giovane recluta all'interno della unità C.R.A.S.H.. Non è spietato quanto i propri colleghi, ma è una matricola facilmente manovrabile. Nell'introduzione verrà costretto dai colleghi a dare il colpo di grazia all'agente Pendelbury (che minacciava di denunciare Tenpenny e Pulaski), per provare la sua lealtà nei loro confronti. A seguito di ciò, Hernandez verrà divorato dai sensi di colpa per tutta la storia del gioco ma solo alla fine si deciderà a denunciare i suoi complici, venendo tuttavia messo a tacere in modo analogo a Pendelbury. Hernandez verrà colpito violentemente alla testa da un badile, da Tenpenny. Dopo essere stato creduto morto, CJ verrà costretto a scavare una fossa per lui e per sé stesso da Pulaski, ma Hernandez si riprenderà aggredendo il collega. Pur venendo subito ucciso da Pulaski, il suo sacrificio permetterà a CJ di sfuggire al poliziotto corrotto e di eliminarlo. È doppiato da Armando Riesco.

## Catalina
Catalina è la cugina di Cesar, una fuorilegge, rapinatrice e maniaca che opera nella Red County, periferia di Los Santos. Cesar le chiederà di aiutare Carl dopo che questi viene catturati da Tenpenny e dalla sua unità C.R.A.S.H. e portato nella contea di Los Santos affinché potesse assassinare per loro un procuratore distrettuale che voleva denunciarli. Assieme a Catalina, CJ effettuerà varie rapine in tutta Red County, dai semplici negozi di paese sino ad una vera e propria banca di periferia, sebbene quasi tutti questi colpi finiscano in massacri di civili e poliziotti, a causa del carattere irruento e spietato di Catalina, il che spesso costringe i due a repentine e rocambolesche fughe, influendo negativamente sul loro guadagno. Ad un certo punto Catalina si innamorerà follemente di Carl con il quale instaurerà una breve relazione, divenendone estremamente gelosa, minacciando anche spesso di ucciderlo nel caso CJ la tradisse. Tuttavia alla fine è Catalina stessa che abbandona Carl per fidanzarsi con Claude Speed, un misterioso criminale muto, protagonista di GTA 3. Malgrado ciò, Catalina continuerà di tanto in tanto a tartassare Carl con telefonate minacciose durante il gioco, nelle quali lo insulterà oppure tenterà invano di farlo ingelosire di lei, raccontandogli di quanto sia ora innamorata di Claude. Catalina è anche l'antagonista principale e boss finale di GTA 3, la cui storia del gioco si svolge nel 2001, nove anni dopo GTA San Andreas. È doppiata da Cynthia Farrel.

## The Truth
The Truth è un vecchio hippy il cui nome non viene mai specificato. Coltivatore e consumatore di marijuana, è uno spacciatore fidato di Tenpenny, il quale tuttavia lo tradirà vendendolo all'antidroga nella missione "Are you going to San Fierro?". È proprio il poliziotto corrotto a presentare Truth a CJ, costringendo quest'ultimo a procurarsi i soldi per comprare da lui una grossa partita di marijuana, da usare per incastrare un procuratore distrettuale che stava indagando sull'unità di Tenpenny. Successivamente Truth si rivela un prezioso alleato per Carl, presentandogli dei meccanici da far lavorare nel suo garage di San Fierro e rivelandogli diversi particolari circa la corruzione del governo. Truth crede nelle teorie del complotto più disparate (per esempio quella del finto allunaggio, che menziona nella missione sopraccitata) ed è convinto che il governo degli Stati Uniti nasconda l'esistenza degli alieni al resto del mondo da decenni. Riuscirà a convincere Carl a compiere per lui il furto di un jetpack dall'Area 69 (base segreta dell'esercito chiaramente ispirata alla famosa Area 51), da usare poi per attaccare un treno militare e rubare un artefatto misterioso dal colore verde fluorescente, del quale Truth non spiegherà mai la funzione a Carl. The Truth sembra anche conoscere in qualche modo l'agente governativo Mike Toreno, del quale diffida. Alla fine del gioco proverà ammirazione per CJ che ha, a sua detta, "battuto il sistema", riuscendo a sconfiggere Tenpenny e la corruzione da lui rappresentata. Truth è doppiato da Peter Fonda.

## Wu Zi Mu
Wu Zi Mu, detto "Woozie", è il leader dei Mountain Cloud Boys, una delle Triadi cinesi più importanti di San Fierro in affari con Ran Fa Li, capo dell'altra Triade più grande della città, i Red Gecko Tong; le due gang controllano la zona di Chinatown a San Fierro. Saltuariamente Woozie partecipa anche a corse clandestine nelle campagne di periferia, dove farà la conoscenza di CJ. Fornirà a Carl l'alleanza delle Triadi per sgominare il Sindacato Loco, in cambio del suo aiuto nella guerra che le Triadi hanno in corso con le gang vietnamite. Dopo aver lavorato insieme a San Fierro ed essere diventati buoni amici, CJ e Woozie diventeranno co-proprietari del casinò Four Dragons di Las Venturas, organizzando insieme una rapina ai danni del Casinò Caligula, gestito dalla Mafia italiana. Woozie è cieco, ma ha affinato gli altri sensi al punto da riuscire a guidare, a sparare e persino a battere CJ ai videogiochi. È doppiato da James Yaegashi.

## Mike Toreno
Mike Toreno è un influente agente della CIA invischiato in molte rischiose operazioni segrete volte a salvaguardare la sicurezza nazionale. Lo si incontrerà la prima volta a San Fierro dove CJ lo crederà un importante trafficante di droga membro del Sindacato Loco. In realtà Toreno stava lavorando sotto copertura per sabotare l'organizzazione dall'interno. Tuttavia scoperto che CJ stava progettando di sgominare la banda di trafficanti, lascerà fare a lui il lavoro al posto suo, permettendo a Carl di ucciderli tutti. CJ crederà di eliminare anche Toreno, abbattendo il suo elicottero, dopo aver eliminato gli altri membri del Sindacato Loco, ma in realtà Toreno non era a bordo di tale velivolo. Successivamente ricompare incontrandosi con Carl alla sua base operativa, situata in un ranch nel deserto. Dopo aver rivelato a Carl la sua vera identità, Toreno lo farà lavorare per lui in numerose missioni al limite del possibile, con il compromesso di far rilasciare suo fratello Sweet di prigione. Toreno costringerà Carl anche a prendere il brevetto di volo, per potergli far rubare per lui un jet militare con il quale affondare navi spia Russe. Tuttavia alla fine manterrà la parola data facendo scarcerare Sweet e scomparendo successivamente dalla vita di CJ. È doppiato da James Woods.

## Madd Dogg
Madd Dogg, il cui nome è un chiaro riferimento al reale rapper Snoop Dogg, è un famoso gangsta rapper di Los Santos. Possiede una villa da milioni di dollari proprio accanto all'insegna di Vinewood (Hollywood), tuttavia CJ per aiutare OG Loc saboterà la carriera di Dogg in più modi, rubando gli appunti per le sue nuove canzoni dopo essere entrato di nascosto a casa sua e poi uccidendo "Scipio", il manager di Dogg. Ciò danneggerà moltissimo Dogg a favore di OG Loc che diverrà famoso, ma non mostrerà la minima riconoscenza a Carl, schierandosi invece dalla parte di Big Smoke dopo il suo tradimento. Per questo motivo Madd Dogg si dà all'alcol e alla droga. Sentendosi in colpa per quello che aveva fatto a Dogg, CJ lo salverà dal suicidio dopo averlo casualmente incontrato a Las Venturas. Dopo averlo portato in un centro di disintossicazione, Carl aiuta Madd Dogg a riprendersi la sua villa di Vinewood ora divenuta dimora di Big Poppa, spacciatore dei Vagos con il quale Dogg si era indebitato. Successivamente CJ diverrà il suo nuovo manager, aiutandolo a fare causa a OG Loc e a riprendersi il suo quaderno delle rime. Alla fine del gioco con l'aiuto di CJ, Madd Dogg ritorna il cantante di successo di un tempo, vincendo anche il suo primo disco d'oro. Doppiato da Ice-T.

## Gang e personaggi minori
- Varrios Los Aztecas: gang messicana dedita alle corse clandestine e ai raduni di auto truccate e i cui membri sono fermamente contro la droga, molti di essi indossano colori azzurri. Cesar Vialpando è un OG di tale gang. Hanno pochi territori nella parte sud di Los Santos presso il quartiere di El Corona e dintorni che non possono essere conquistati. Nella parte finale del gioco si alleano con le Famiglie.
- Gang vietnamite: banda composta da ex militari orientali, si dividono in diversi set e controllano la zona portuale, facendo affari col contrabbando di merce e il traffico di persone da paesi esteri in America. In particolare, il set dei Da Nang Boys, sta provando ad espandersi dando guerra alla Triade di Wu Zi Mu.
- San Fierro Rifas: gang ispanica che veste di blu, probabilmente ispirata alla reale gang dei Sureños. Non ha niente a che fare con i Varrio Los Aztecas, nonostante il colore comune. I Rifas infatti si occupano dello spaccio di cocaina di San Fierro e recentemente sono entrati in affari con il narcotraffico gestito da Big Smoke, diventando quindi alleati dei Ballas e dei Vagos di Los Santos. I Rifas possiedono alcuni territori presso il quartiere di Doherty, dove gestiscono anche un laboratorio dove preparano il crack. Un OG di tale gang è un pericoloso criminale messicano noto con il nome di T-Bone Mendez.
- Sindacato Loco: alleanza tra varie gang e trafficanti di droga, di cui fanno parte i Ballas, i San Fierro Rifas, Ryder, il pappone Jizzy B, il sicario T-Bone Mendez (fondatore) e l'agente sotto copertura Mike Toreno. Sono affiliati al cartello di Big Smoke, oltre ad esserne suoi fornitori e spacciatori. Il Sindacato viene scoperto da CJ poco dopo essere arrivato a San Fierro e, dopo aver brevemente lavorato per alcuni dei membri dell'organizzazione facendo in realtà il doppio gioco, Carl riesce a eliminare Jizzy, Mendez e Ryder con l'aiuto di Cesar e le Triadi cinesi.
- Famiglia Sindacco: famiglia mafiosa italo-americana sita a Las Venturas che di recente ha stretto un accordo con la Mafia dei Leone, gestendo assieme a loro il Casinò più grande della città noto come Casinò Caligula. CJ, assieme a Wu Zi Mu e alle Triadi, lo rapinerà per favorire l'altro Casinò più grande della città, il Four Dragons, gestito proprio dalle Triadi in collaborazione con lo stesso CJ.
- Mafia Russa: appare nelle missioni "Grey Import" e "Just Business", è una temibile malavita di criminali sovietici appena sbarcati a Los Santos che stanno cercando di mettersi in affari con i Ballas nel giro del contrabbando d'armi e di droga. Alcuni rappresentanti di tale gang possono essere visti anche durante l'ultima missione nel magazzino del crack gestito da Big Smoke.
- B-Dup: spacciatore di marijuana delle Famiglie di Grove, ed OG della gang. Un tempo era leale alla sua gang ma nei 5 anni in cui CJ è stato a Liberty City, B-Dup si è fatto corrompere dai soldi e dalla droga, mettendosi a spacciare crack e facendo affari con i Ballas, riducendo il suo migliore amico, Big Bear, ad un tossico suo schiavo. Verso la fine del gioco si arrende ai fratelli Johnson e viene malmenato dallo stesso Bear.
- Big Bear: altro importante OG delle Famiglie di Grove, finito in disgrazia a causa della droga mentre CJ era a Liberty City. Pare che inizialmente Bear fosse un ragazzo in sovrappeso (da qui il suo soprannome), ma a causa del consumo di crack è diventato un tossico molto deperito e si è fatto schiavizzare dallo spacciatore B-Dup, che lo sfrutta sia come guardia del corpo personale che come uomo delle pulizie per il suo appartamento. Nella missione "Beat down on B-Dup", tuttavia, Bear si schiera con CJ e Sweet ribellandosi a B-Dup e malmenandolo, chiedendo poi a Carl di farlo tornare ad essere un membro delle Famiglie di Grove a tutti gli effetti. Viene portato a disintossicarsi da Sweet.
- Jizzy B.: il pappone più conosciuto di San Fierro, gestisce un grande night Club in questa città ed è anche un membro del Sindacato Loco. Sfrutta le sue conoscenze per trovare sempre nuovi contatti per il narcotraffico gestito dal Sindacato assieme a Big Smoke. Jizzy è molto insicuro e vigliacco, malgrado faccia di tutto per non farlo notare. Nella missione "Ice Cold Killa",  CJ, dopo aver finto di lavorare per Jizzy ed il Sindacato Loco, attaccherà il suo night club e nonostante Jizzy tenti di fuggire scortato dalle sue guardie del corpo, CJ riuscirà ad ucciderlo e a rubare il suo telefono così da scoprire quando i membri del Sindacato Loco si sarebbero riuniti tutti in un solo luogo per poterli eliminare.
- T-Bone Mendez: violento e temuto criminale ispanico, OG dei San Fierro Rifas e fondatore del Sindacato Loco; in una missione tende un agguato a Carl e lo minaccia, per scoprire se quest'ultimo fosse un poliziotto sotto copertura. T-Bone viene poi ucciso assieme a Ryder da CJ e Cesar, durante la missione "Pier 69".
- Dwaine & Jethro: due meccanici ex tossicodipendenti, amici di The Truth, lavoreranno per Carl al suo garage di San Fierro. Entrambi erano già apparsi in GTA: Vice City dove lavoravano in un cantiere navale.
- Zero: un giovane ragazzo nerd esperto di tecnologia, anche lui è amico di The Truth benché, a differenza di Jethro e Dwaine, affermi di non aver mai assunto droghe. Aiuterà anche lui CJ a gestire il suo garage a San Fierro ed inoltre Carl acquisterà il negozio di modellini ed elettronica dove Zero lavorava, dopo che il suo vecchio proprietario lo aveva messo in vendita. CJ aiuterà poi Zero a liberarsi della concorrenza di un certo Berkley, un misterioso individuo che non comparirà mai nel gioco, che possiede un'attività similare a quella di Zero, con il quale ha una rivalità. Inoltre, Zero prenderà parte alla rapina al Casinò Caligula assieme a CJ e alle Triadi di Woozie.
- Kent Paul & Maccer: altri amici di The Truth, sono due ragazzi che facevano parte di una band inglese che però verrà data per dispersa nel deserto di San Andreas a seguito di una folle notte durante la quale, a detta di The Truth, avevano tutti assunto svariate droghe. CJ verrà mandato proprio da The Truth a salvarli e in seguito loro presenteranno a Carl il gestore del Casinò Caligula, Ken Rosenberg. Kent Paul era anche lui già apparso in GTA: Vice City, sebbene sembrasse molto più immaturo all'epoca.
- Ken Rosenberg: anche lui personaggio di GTA Vice City, dove era l'avvocato del protagonista Tommy Vercetti. Rosenberg venne mandato in un centro di disintossicazione a San Andreas, proprio da Tommy, a causa del suo eccessivo consumo di cocaina e successivamente venne abbandonato da quest'ultimo e fu costretto a ricominciare a lavorare per la mafia di Liberty City, che lo mise a dirigere un Casinò di Las Venturas per loro, il Caligula, ma con l'obbiettivo di eliminarlo eventualmente e di incolpare una delle altre famiglie per scatenare una guerra di territorio. Viene aiutato a fuggire dalla città da CJ e in seguito Ken si sdebiterà aiutando Carl, insieme a Kent Paul e Maccer, nella gestione del rapper Madd Dogg di cui CJ diverrà il nuovo manager.
- Salvatore Leone: padrino dei Leone, Carl lavorerà brevemente per lui per poi tradirlo derubando il suo Casinò. Salvatore, appare anche in GTA 3 e GTA: Liberty City Stories. In questo gioco era stato convinto da Johnny Sindacco a gestire il casinò Caligula assieme a lui, in modo tale da spartirsi i guadagni per entrambe le loro famiglie. Tuttavia i Leone e i Sindacco non si fidano gli uni degli altri quindi hanno messo Rosenberg a dirigere il casinò come membro neutrale, ma entrambe le famiglie stanno segretamente cercando di impadronirsi degli interi guadagni del Casinò e al contempo i Forelli stanno provando a derubarli. Tuttavia saranno CJ e le Triadi di Woozie a derubare tutte queste mafie, organizzando un'elaborata rapina al loro Casinò.
- Johnny Sindacco: figlio del boss dei Sindacco, dirige la famiglia Sindacco a Las Venturas usando il mattatoio come copertura e possiede una quota del Casinò Caligula assieme a Salvatore Leone. Soffrirà di gravi problemi cardiaci dei quali morirà alla fine dopo essere stato legato ad un'auto in corsa da CJ, per indurlo a rivelare quale famiglia dirigesse il Casinò Caligula.
- Claude Speed: misterioso criminale muto, già protagonista di GTA 3, appare brevemente anche in questo gioco, dove competerà contro CJ in due corse d'auto clandestine nella Red County, venendo però battuto da Carl. Nella missione "Farewell my love" Catalina si fidanzerà con Claude, dopo aver lasciato CJ e, al termine di una gara, darà a quest'ultimo l'atto di proprietà di un garage di San Fierro, da parte di Claude, come pagamento per la gara vinta. Inoltre, Catalina affermerà che lei e Claude fossero in procinto di partire per Liberty City, città dove si svolge GTA 3.
- Beverly Johnson: la madre di Carl, Sean, Kendl e Brian Johnson. Non compare fisicamente nel gioco, benché venga spesso nominata, Beverly infatti viene uccisa prima degli eventi della storia, a seguito di un agguato dei Ballas, che volevano in realtà eliminare Sweet. I Ballas crivellarono di colpi casa Johnson durante una sparatoria dall'auto, dopo essere riusciti a penetrare a Grove Street a bordo di una Sabre verde, in modo tale da non essere riconosciuti dai membri delle Famiglie. I Ballas tuttavia fallirono nel tentativo di eliminare Sweet, uccidendo però Beverly. La sua morte porta Sweet a contattare CJ dopo 5 anni dalla sua partenza da Los Santos. All'inizio del gioco, Carl tornerà così nella sua città per partecipare ai funerali della madre.
- Brian Johnson: anche lui non compare fisicamente, ma viene spesso menzionato da diversi personaggi del gioco. Brian era il minore dei fratelli Johnson, venne a mancare 5 anni prima l'inizio della storia. Le circostanze della sua morte non vengono mai chiarite, tuttavia ci viene più volte fatto capire che, al momento del suo decesso, Brian fosse sotto la responsabilità di CJ, il quale ha lasciato che il fratello più piccolo facesse qualcosa di pericoloso, che ha poi portato alla sua morte. Per questo motivo, accusato dalla sua famiglia di essere un irresponsabile e divorato dai sensi di colpa, CJ decise di lasciare Los Santos per trasferirsi a Liberty City e cercare di dimenticare l'accaduto.